# Lei dos Direitos das Vítimas de Crimes
A Lei dos Direitos das Vítimas de Crimes (em inglês: Crime Victims' Rights Act), 18 USC § 3771, faz parte da Lei de Justiça para Todos dos Estados Unidos (United States Justice for All) de 2004, Pub. L. No. 108-405, 118 Stat. 2260 (a partir de 30 de outubro de 2004). A CVRA enumera os direitos concedidos às vítimas em casos criminais federais. A lei concede às vítimas os oito direitos a seguir:
1. O direito de ser razoavelmente protegido do acusado.
2. O direito a notificação razoável, precisa e oportuna de qualquer processo judicial, ou de liberdade condicional, envolvendo o crime ou qualquer libertação ou fuga do acusado.
3. O direito de não ser excluído de qualquer processo judicial público, a menos que o tribunal, depois de receber evidências claras e convincentes, determine que o testemunho da vítima seria materialmente alterado se a vítima ouvisse outro testemunho nesse processo.
4. O direito de ser ouvido razoavelmente em qualquer processo público no tribunal distrital que envolva liberação, fundamento, sentença ou qualquer processo de condicional.
5. O direito razoável de conversar com o advogado do governo no caso.
6. O direito à restituição completa e oportuna, conforme previsto em lei.
7. O direito a um processo sem demora injustificada.
8. O direito de ser tratado com justiça e respeito pela dignidade e privacidade da vítima.[3]

A Lei dos Direitos das Vítimas de Crimes recebeu o nome de Scott Campbell, Stephanie Roper, Wendy Preston, Louarna Gillis e Nila Lynn, vítimas de assassinato cujas famílias foram negadas a alguns ou todos os direitos concedidos pela Lei no curso de seus casos.